# Cellula griglia

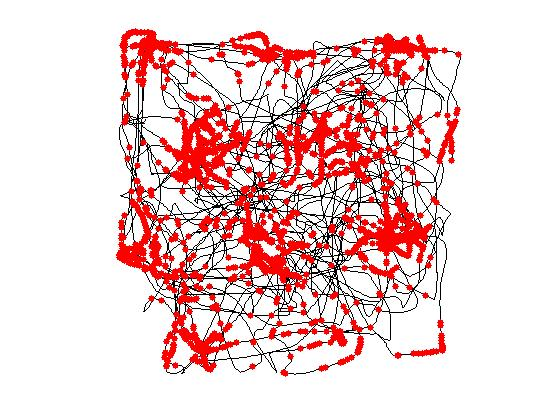
La traiettoria di un ratto in un ambiente quadrato (in nero). I punti rossi indicano le posizioni in cui una particolare cellula entorinale osservata ha mostrato attivazione.

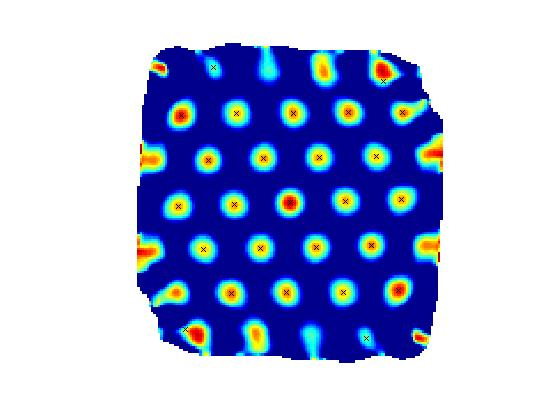
Autocorrelatogramma spaziale dell'attività neuronale visualizzata nell'immagine sopra, che dimostra un'attivazione spaziale altamente regolare.

Una cellula griglia (in inglese grid cell) è un tipo di neurone, localizzato nella corteccia entorinale, che si attiva quando un animale si trova in una posizione particolare all'interno di un ambiente. Le cellule griglia sono state scoperte nel 2005 ed è stato ipotizzato che una rete neurale formata da questo tipo di cellule possa costituire una mappa mentale dello spazio circostante (Hafting et al., 2005).

## Descrizione
Le cellule griglia sono state individuate nella parte media dorsocaudale della corteccia entorinale dei ratti. Le cellule localizzate nella parte più ventrale, più distanti dal limite tra la corteccia entorinale e la corteccia postrinale (detta paraippocampica nei primati) hanno campi di attivazione più ampi e, coerentemente, presentano una maggiore distanza tra campi stessi.
Mentre cellule con questo tipo di attivazione si possono ritrovare in tutti gli strati della corteccia entorinale, lo strato II presenta cellule, simili al modello a griglia, che si attivano con modalità indipendente dall'orientamento della testa dell'animale. Procedendo verso gli strati più bassi aumenta il grado di dipendenza delle cellule griglia da questo orientamento (cioè sta a significare che ci sono cellule con struttura a griglia, negli strati III e V della corteccia entorinale, che si attivano solo quando l'animale è rivolto in una particolare direzione). 
Si è ipotizzato che un codice di campo sia computato nella corteccia entorinale e trasmesso all'ippocampo, il quale è in grado di creare associazioni tra luogo ed eventi, procedimento necessario per la formazione delle tracce di memoria. 
Al contrario delle cellule di posizione, una cellula griglia ha molteplici campi di attivazione, disposti secondo una spaziatura regolare che suddivide l'ambiente in un mosaico di tasselli esagonali. Le proprietà peculiari delle cellule griglia sono:
1. Le cellule griglia presentano campi di attivazione che ricoprono l'intero ambiente (al contrario dei campi place, ristretti a regioni specifiche dell'ambiente)
2. I campi di applicazione sono organizzati in griglie esagonali
3. I campi di attivazione sono generalmente equidispersi nello spazio cosicché la distanza tra un campo di attivazione e l'altro è approssimativamente uguale rispetto a tutti e sei i campi adiacenti (tranne il caso in cui l'ambiente venga ridimensionato: in questo caso lo spazio tra un campo e l'altro può restringersi o espandersi secondo diverse direttive; Barry et al. 2007)
4. I campi di attivazione sono posizionati reciprocamente a circa 60 gradi l'uno rispetto all'altro

Le cellule griglia sono ancorate a punti di riferimenti esterni ma persistenti all'oscurità, suggerendo che esse facciano parte di una mappa dell'ambiente spaziale basata sul movimento del soggetto stesso.

## Elettrofisiologia cellulare
Le cellule stellate registrate dallo strato II della regione della corteccia entorinale in vitro contenente cellule griglia hanno mostrato di possedere delle oscillazioni sottosoglia intrinseche oltre che a proprietà di risonanza (Alonso & Llinás, 1989). Quando la membrana potenziale di questo tipo di cellula è portata al limitare della soglia, essa inizia ad oscillare con una frequenza parzialmente dipendente dal tipo di depolarizzazione della cellula stessa. 
Similarmente, quando la cellula viene stimolata con corrente la risposta dipende dalla frequenza di questa stimolazione in ingresso con un massimo alla frequenza di risonanza tipica dell'elemento studiato.
L'oscillazione e le frequenze di risonanza decrescono lungo l'asse dorsoventrale della corteccia entorinale,in correlazione con il cambiamento della periodicità spaziale (lo spazio aumenta tra i campi della griglia). Si specula quindi che lungo questo stesso asse le oscillazioni temporali siano correlate alla struttura spaziale delle grid cells. (Giocomo et al., 2007, Burgess et al. 2007).